# Miranda Lee
Miranda Lee, född 1945 i Port Macquarie, New South Wales, Australien, död 13 november 2021, var en australisk författare som skrev romantik. Hennes böcker gavs i Sverige ut av Harlequin. Miranda Lees böcker utspelades i modern tid i Australien.